# Claurouxia chalybeioides
Claurouxia chalybeioides — вид грибів, що належить до монотипового роду  Claurouxia.